# Anselm J. McLaurin
Anselm Joseph "A.J." McLaurin, född 26 mars 1848 i Brandon, Mississippi, död 22 december 1909 i Brandon, Mississippi, var en amerikansk politiker (demokrat). Han var guvernör i delstaten Mississippi 1896–1900. Han representerade Mississippi i USA:s senat 1894–1895 och från 1901 fram till sin död.
McLaurin deltog i amerikanska inbördeskriget i Amerikas konfedererade staters armé och befordrades till kapten. Han studerade juridik och inledde 1868 sin karriär som advokat i Mississippi. Han var distriktsåklagare 1871–1875 och elektor för Grover Cleveland i presidentvalet i USA 1888.
Senator Edward C. Walthall avgick 1894 och efterträddes av McLaurin. Han efterträddes i sin tur redan följande år av företrädaren Walthall.
McLaurin efterträdde 1896 John Marshall Stone som guvernör. Han efterträddes fyra år senare av Andrew H. Longino. Han blev 1901 senator på nytt. Han avled i ämbetet och efterträddes av James Gordon.
McLaurins grav finns på Brandon Cemetery i Brandon. Han var komikern Robin Williams morfars farfar.